# سيلا جينجولو
سيلا جينجولو (ولدت في 17 يونيو، 1980 في مدينة دينيزلي غرب، تركيا) مغنية وكاتبة أغاني وملحنة شابة بدأت مسيرتها الفنية عام 2007، وهي فنانة منذ صغرها وتغني وتتعلم الغناء والخامات الصوتية ولكن كان أول ظهور لها في مجال الغناء من خلال أغنية عادات في مسلسل ٍسيلا.

## حياتها
ولدت في مدينة دينيزلي ومنها أنتقلت إلى منطقة إزمير عندما بلغت الثالثة عشر من عمرها، وقضت أيام صباها في تلك المنطقة..بدأ اهتمام سيلا بالموسيقى منذ صغرها حيث كانت تدرس اللغة الفرنسية في جامعة بلجي في إسطنبول تعتبر من أشهر المطربات في تركيا وتحتل المقدمة باغانيها ذات الإحساس الراقى. زادت شهرتها سريعا بالرغم من اصدارها أربع البومات ولكنها استطاعت ان تخطف الأضواء من كل النجوم السابقين ونالت العديد من الجوائز في تركيا والدول الاوروبيه وهيا الآن تمارس نشاطها الغنائى في إسطنبول. تتولى شركة سونى ميوزيك إنتاج جميع البوماتها وحفلاتها حتى الآن.

## أعمالها الفنية

### الألبومات
1. Sıla
2. İmza
3. Konuşmadığımız Şeyler Var
4. Joker
5. Vaveyla
6. Yeni Ay

### فيديو كليب
1. Dan Sonra
2. Kenar Süsü
3. Yaz Geliyor Heyoo
4. Sevişmeden Uyumayalım
5. İnşallah
6. Yara Bende
7. Bana Biraz Renk Ver
8. Alain Delon
9. Acısa da Öldürmez
10. Oluruna Bırak
11. Kafa
12. Boş Yere[4]
13. Yoruldum

## روابط خارجية
- سيلا جنتشغلو على موقع IMDb (الإنجليزية)
- سيلا جنتشغلو على موقع ميوزك برينز (الإنجليزية)
- سيلا جنتشغلو على موقع ديسكوغز (الإنجليزية)
- سيلا جنتشغلو على موقع قاعدة بيانات الفيلم (الإنجليزية)